# Vilne, Hornostaiivka
Vilne (în ucraineană Вільне) este un sat în comuna Marînske din raionul Hornostaiivka, regiunea Herson, Ucraina.

## Demografie
Componența lingvistică a localității Vilne
     Ucraineană (91,45%)
     Rusă (6,84%)
     Bulgară (1,71%)
Conform recensământului din 2001, majoritatea populației localității Vilne era vorbitoare de ucraineană (91,45%), existând în minoritate și vorbitori de rusă (6,84%) și bulgară (1,71%).